# Riachuelo (encouraçado de 1914)
Riachuelo foi um projeto de encouraçado para a Marinha do Brasil desenvolvido entre 1913 e 1914. Foi elaborado para ser o mais poderoso navio de guerra de sua época; uma resposta brasileira aos projetos chilenos Almirante Latorre e Almirante Cochrane e aos argentinos Rivadavia e Moreno, durante a corrida armamentista naval da América do Sul. A construção seria efetuada pela construtora britânica Armstrong, em conjunto com a Vickers, sob o codinome Projeto 781, projeto escolhido dentre vários outros planos oferecidos às autoridades brasileiras. O encouraçado teria 188,98 metros de comprimento e ao menos oito canhões de 381 milímetros, deslocando até 30 500 toneladas náuticas.
Devido à eclosão da Primeira Guerra Mundial, a construção sofreu atrasos. Apesar de a assinatura do contrato para a construção ter sido feita em 14 de maio de 1914, em novembro daquele ano pouco trabalho havia sido feito no estaleiro. A construção foi oficialmente cancelada em 13 de maio de 1915. A Liga Naval Brasileira tentou manter a construção viva por financiá-la através de uma campanha nacional de doações, porém o valor arrecadado fora insuficiente para cobrir os custos. Se terminado, o Riachuelo teria a aparência do encouraçado HMS Royal Sovereigh, ligeiramente melhor protegido, ou ainda do encouraçado HMS Queen Elizabeth, ambos britânicos.

## Características
As características do projeto 781 do Riachuelo eram: deslocamento de até 30 500 toneladas, 188,98 metros de comprimento, 28,65 metros de boca e 8,53 de calado. Seus armamentos principais consistiam de até oito canhões de 15 polegadas (381 milímetros), divididos em quatro torres, duas à vante e duas a proa e a artilharia secundária seria formada por 14 canhões de seis polegadas (152,4 milímetros). Teria três canhões de defesa antiaérea de três polegadas (76,2 milímetros) e dois tubos lançadores de torpedo de calibre não especificados. A blindagem era de até 13,5 polegadas (342,9 milímetros) de espessura. Seu sistema de propulsão compreendia quatros turbinas a vapor Parsons Turbines de motor e potência não especificadas, alimentados por 3 500 toneladas de carvão e 700 toneladas de óleo. O encouraçado desenvolveria uma velocidade de até 23 nós ou 42,59 quilômetros por hora.

## História

### Antecendentes
Após o comissionamento dos encouraçados Minas Geraes e São Paulo, o Brasil começou a passar por severas dificuldades econômicas ocasionadas pela diminuição das exportações de café e borracha, além da crise em sua marinha devido à Revolta da Chibata, e da recessão econômica europeia causada pela Segunda Guerra Balcânica, o que impediu o país de contrair novos empréstimos estrangeiros. Isso levou o governo brasileiro a vender o ainda em construção Rio de Janeiro aos turcos em 1913 pelo valor de 2,75 milhões de libras. Com o dinheiro, o país solicitou à Armstrong e Vickers, construtoras navais inglesas, projetos para um novo encouraçado, visto que o Brasil não desejava ficar atrás de outros países sul-americanos como a Argentina e o Chile, todos envolvidos em uma corrida armamentista naval naquela época.
De fato, apesar de o Brasil ter mais navios que as outras duas nações, incluindo os dois grandes encouraçados da classe Minas Geraes, o possível comissionamento do Almirante Latorre e Almirante Cochrane na Armada do Chile e Rivadavia e o Moreno na marinha argentina tornaria o poderio naval daqueles países significativamente superior ao do Brasil. As autoridades brasileiras, cientes disso, solicitaram à Armstrong e Vickers projetos para o desenvolvimento de um encouraçado superior de nome Riachuelo. Se finalizado, o Brasil teria o mais poderoso navio de guerra do mundo mais uma vez. O escritor Vanterpool demonstrou diversos projetos que seriam supostamente do Riachuelo, porém afirmou que o Brasil nunca havia solicitado planos à Armstrong-Vickers devido a sua crise econômica. No entanto, artigos de jornais contemporâneos (The Times e Engineering) indicaram que o país fez o pedido de projetos na véspera da Primeira Guerra Mundial, e que também incluía dados sobre as especificações do encouraçado.

### Planos de construção
Tanto a Armstrong quanto a Vickers concordaram em construir o navio sem um pagamento inicial do Brasil, ofertando ao menos catorze projetos totais, seis da Vickers (dezembro de 1913 a março de 1914) e oito da Armstrong (fevereiro de 1914). Os projetos da Vickers variavam entre oito e dez canhões de 15 polegadas e oito de 16 polegadas, com velocidades entre 22 e 25 nós (os navios mais baixos tendo disparos mistos, e os mais altos usando óleo) e deslocamentos entre 26 mil toneladas (26 mil toneladas longas) e 30,5 mil toneladas (30 mil toneladas longas). A Armstrong tinha dois projetos básicos, um com oito e outro com dez canhões de 15 polegadas, variando a velocidade e o disparo. Havia ainda outros projetos, não considerados pela marinha, com dez a 15 canhões instalados e deslocamento total de 32,5 mil a 34,5 mil toneladas. No entanto, apenas dois foram finalistas: Projetos 781 e 782. O governo acabou por escolher o 781 e assinou o contrato de construção em 14 de maio de 1914.
Em 16 de julho, algum material e equipamento para o início da construção fora reunido no estaleiro, com o batimento de quilha programado em 10 de setembro. No entanto, em novembro foi registrado que pouco tinha se feito devido à eclosão da Primeira Guerra Mundial. No início de 1915, as operações de construção foram suspensas e em 13 de maio foram oficialmente canceladas. Outro motivo do cancelamento seria a dificuldade do Brasil em pagá-lo. Como última tentativa de manter a construção viva, a Liga Naval Brasileira, atual Sociedade dos Amigos da Marinha, tentou levantar fundos por meio de doações através de uma campanha popular chamada Fundo Riachuelo que atingiu todas as regiões do Brasil. Apesar dos esforços da liga, a arrecadação não foi suficiente para cobrir os custos, com o valor levantado sendo usado para a aquisição de três aviões de instrução, aeronaves que mais tarde se tornariam os pilares da Aviação Naval Brasileira. Se fosse finalizado, o encouraçado teria uma aparência semelhante ao HMS Royal Sovereign, provavelmente melhor protegido e com mesma velocidade, ou ainda à classe Queen Elizabeth, de encouraçados britânicos.

### Pós-projeto
No decorrer da Primeira Guerra Mundial, a marinha brasileira entrou em declínio, visto que dependia fortemente do exterior para manter suas embarcações em atividade. Uma nova tentativa de encomendar um grande navio de guerra se deu em 1920, quando o congresso nacional brasileiro recebeu um projeto de lei que detalhava um novo esforço para aquisições navais e que incluía a compra de um encouraçado. No entanto, o país passava por uma profunda crise econômica que impediu qualquer movimentação em pról do projeto.
Os projetos do canhão principal de 381 mm do Riachuelo permaneceram nos arquivos da Vickers-Armstrong. No final dos anos 1920, o governo espanhol solicitou a construção de canhões desse projeto, com as aquisições ocorrendo entre 1929 e 1935. Ao todo, foram 18 canhões desse calibre utilizados como artilharia costeira. A espanha espalhou-os por diversas baterias ativas ao longo da costa do país. As peças permaneceram em serviço por setenta anos, no entanto, ao fim desse período, restavam apenas quatro em pleno funcionamento. O último aparelho ainda funcional disparou seu projétil pela última vez em 24 de setembro de 2008.